# Riu del Manegor
Riu del Manegor är ett vattendrag i Andorra.   Det ligger i parroquian Canillo, i den nordöstra delen av landet. Vattendraget mynnar i Riu d'Incles.
Trakten runt Riu del Manegor består i huvudsak av gräsmarker.